# Тинкилько
Тинкилько (исп. Tinquilco) — озеро в южной части Чили, в области Араукания. Расположено на территории национального парка Уэркеуэ, недалеко от озера Кабургуа. Озеро имеет ледниковое происхождение, расположено на высоте 700 м и имеет площадь 110 га. Сток осуществляется через цепочку рек Кинчоль — Лиукура — Транкура в озеро Вильяррика.
В восточной части озера имеется большое количество кемпингов и курорт, расположенный у главной дороги национального парка.